# Minnesota Kicks
Los Minnesota Kicks fueron un equipo de fútbol de los Estados Unidos que formaron parte de la NASL, la desaparecida liga de fútbol más importante del país.

## Historia
Fue fundado en el año 1976 en la ciudad de Bloomington, Minnesota tras el traslado de la franquicia del Denver Dynamos a Minnesota y pronto se convirtió en uno de los equipos más populares de la NASL, promediando más de 23,000 espectadores por partido en su primera temporada.
El nombre del club fue elegido por un concurso, el cual se ratificó el 28 de enero de 1976 y su primer entrenador fue Freddie Goodwin.
fue en único equipo de la liga que ganó cuatro títulos divisionales de manera consecutiva entre 1976 y 1979 y avanzó siempre a la ronda de playoff, aunque en la mayoría de los casos era eliminado de manera temprana.
La última temporada del club fue la de 1981 y su último partido de la fase regular fue el 19 de agosto de 1981 ante el Dallas Tornado con victoria de 2-1, y su último juego de local fue el 26 de agosto de 1981 ante el Tulsa Roughnecks, con victoria de 1-0 en desempate. El último partido del club fue el 6 de setiembre de 1981 ante el Fort Lauderdale Strikers, el cual perdieron 0-3.
El equipo perdió cerca de 2.5 millones de dólares durante la temporada de 1981, con lo que el club se puso en venta, porque no tenía como pagarle a jugadores, cuerpo técnico y directivos. El comisionado de la NASL Phil Woosnam intentó comprar la franquicia, aunque la liga  argumentó que la liga de fútbol indoor de 1981/82 se jugaría sin la presencia del club, con lo que el Kicks desapareció oficialmente en diciembre de 1981.

## Palmarés
- NASL: 0
  - Finalista: 1

1976
- Títulos de Conferencia: 1
  - Conferencia del Pacífico: 1976

- Títulos Divisionales: 4
  - División Oeste Conferencia del Pacífico: 1976, 1977
  - División Central Conferencia Nacional: 1978, 1979

## Temporadas

### NASL
| Temporada | G  | P  | Pts | Temporada Regular                          | Playoffs             | Asistencia Promedio |
| --------- | -- | -- | --- | ------------------------------------------ | -------------------- | ------------------- |
| 1976      | 15 | 9  | 138 | 1, Conferencia Pacífico, División Oeste    | Finalista            | 23,121              |
| 1977      | 16 | 10 | 137 | 1º, Conferencia Pacífico, División Oeste   | Final de Conferencia | 32,775              |
| 1978      | 17 | 13 | 156 | 1º, Conferencia Nacional, División Central | 1.ª Ronda            | 30,928              |
| 1979      | 21 | 9  | 184 | 1º, Conferencia Nacional, División Central | Cuartos de final     | 24,580              |
| 1980      | 16 | 16 | 147 | 2º, Conferencia Nacional, División Central | 1.ª Ronda            | 18,279              |
| 1981      | 19 | 13 | 163 | 2º, División Central                       | Cuartos de final     | 16,605              |

### Fútbol Indoor
| Temporada | G  | P | Pts | Temporada Regular   | Playoffs            | Asistencia Promedio |
| --------- | -- | - | --- | ------------------- | ------------------- | ------------------- |
| 1979–80   | 8  | 4 | —   | 2º, División Oeste  | Semifinal (Memphis) | 9,562               |
| 1980–81   | 12 | 6 | —   | 2, División Central | 1.ª Ronda (Atlanta) | 5,877               |

## Amistosos internacionales
| Fecha               | Club              | Resultado       | Sede        | Asistencia |
| ------------------- | ----------------- | --------------- | ----------- | ---------- |
| 26 de mayo de 1976  | Glasgow Rangers   | 2–2             | Met Stadium | 11,328     |
| 19 de julio de 1977 | Hammarby IF       | 2–1             | Met Stadium | 24,032     |
| 23 de mayo de 1979  | Ipswich Town F.C. | 1–0 (desempate) | Met Stadium | 14,960     |

## Entrenadores
| # | Nombre          | Periodo   | Temporada Regular | Temporada Regular | Temporada Regular | Temporada Regular | Playoffs | Playoffs | Playoffs | Playoffs  | General | General | General | General   |
| # | Nombre          | Periodo   | J                 | G                 | P                 | %Victoria         | J        | G        | P        | %Victoria | J       | G       | P       | %Victoria |
| - | --------------- | --------- | ----------------- | ----------------- | ----------------- | ----------------- | -------- | -------- | -------- | --------- | ------- | ------- | ------- | --------- |
| 1 | Freddie Goodwin | 1976–1978 | 80                | 48                | 32                | .600              | 9        | 4        | 5        | .444      | 89      | 52      | 37      | .584      |
| 2 | Roy McCrohan    | 1979–1980 | 39                | 23                | 16                | .590              | 2        | 0        | 2        | .000      | 41      | 23      | 18      | .561      |
| 1 | Freddie Goodwin | 1980–1981 | 29                | 17                | 12                | .586              | 2        | 0        | 2        | .000      | 31      | 17      | 14      | .548      |
| 3 | Geoff Barnett   | 1981      | 26                | 16                | 10                | .615              | 4        | 2        | 2        | .500      | 30      | 18      | 12      | .600      |
| * | Total           | 1976–1981 | 174               | 104               | 70                | .598              | 17       | 6        | 11       | .353      | 191     | 110     | 81      | .576      |

## Jugadores

### Jugadores destacados
| - Mike Bailey (1977–78) - Ade Coker (1976–78) - Tony Betts (1979) - Stan Cummins (1977) - Bruce Twamley (1977-1978) | - Charlie George (1978) - Ian Hamilton (1978–81) - Stewart Jump (1980–81) - Greg Villa (1977–79) | - David Stride (1981) - Mike McLenaghen (1979-80) - Tino Lettieri (1977–81) - Björn Nordqvist (1979-80) - Abednigo Ngcobo (1976-1980) |

### Logros Individuales
| Salón de la Fama del Fútbol en Estados Unidos - 2003 - Ace - 2003 - Alan Willey Salón de la Fama del Fútbol en Canadá - 2001 - Tino Lettieri - 2008 - Bruce Twamley Primera Selección al Juego de Estrellas - 1977 - Alan West - 1979 - Ace - 1980 - Ace | Segunda Selección al Juego de Estrellas - 1976 - Ron Webster - 1976 - Alan West - 1978 - Alan Merrick Mención Honorífica al Juego de Estrellas - 1976 - Frank Spraggon - 1977 - Steve Litt - 1977 - Ace - 1977 - Alan Merrick - 1978 - Mike Renshaw - 1979 - Steve Litt |